# Saint-Pierre-de-la-Rivière-du-Sud
Pour les articles homonymes, voir Saint-Pierre.
Saint-Pierre-de-la-Rivière-du-Sud est une municipalité de paroisse du Québec (Canada) faisant partie de la municipalité régionale de comté de Montmagny, elle-même comprise dans la région administrative Chaudière-Appalaches.

## Toponymie
La * rivière du Sud a donné son nom à cette municipalité.

## Histoire
Saint-Pierre-de-la-Rivière-du-Sud compte parmi les plus anciennes paroisses de la Côte-du-Sud. En 2013, la paroisse de Saint-Pierre de la rivière du sud fêtait ses 300 ans d'existence (1713-2013).

### Chronologie
- 1er juillet 1845 : Érection de la municipalité de St. Pierre de la Rivière du Sud.
- 1er septembre 1847 : Fusion avec plusieurs entités municipales et érection du comté d'Islet.
- 1er juillet 1855 : Division du comté d'Islet en plusieurs entités municipales dont la municipalité de St. Pierre de la Rivière du Sud.
- 15 mars 1969 : La municipalité de St. Pierre de la Rivière du Sud devient la municipalité de paroisse de Saint-Pierre-de-la-Rivière-du-Sud

## Géographie
Plusieurs cours d'eau du bassin de la rivière du Sud, qui coule vers le nord-est, longe la limite nord de la municipalité.
À partir de son crénon, à la limite sud de la municipalité, la rivière Noire coule vers le sud-ouest. À partir de sa source, dans le sud-est, la rivière des Poitras coule vers l'ouest où elle conflue avec la rivière Morigeau qui traverse la municipalité d'est en ouest. La rivière Minguy traverse le nord-est de la municipalité vers le nord où elle conflue avec la rivière du Sud. 
La rivière à Lacaille, qui coule vers le nord-est, délimite la partie nord-est de la municipalité pour ensuite se jeter dans l'estuaire fluviale du Saint-Laurent.

## Administration
Les élections municipales se font en bloc pour le maire et les six conseillers.
| Saint-Pierre-de-la-Rivière-du-Sud Maires depuis 2001                                                                 |                        |         |          |
| Élection | Maire                  | Qualité | Résultat |
| 2001 | Hilaire Létourneau     |         | Voir     |
| 2005 | Alain Fortier          |         | Voir     |
| 2006 | Hilaire Létourneau (2) |         | Voir     |
| 2009 | Marie-Eve Proulx       |         | Voir     |
| 2013 | Alain Fortier (2)      |         | Voir     |
| 2017 | Alain Fortier (2)      | Voir    |          |
| 2021 | Alain Fortier (2)      | Voir    |          |
| Élection partielle en italique Depuis 2005, les élections sont simultanées dans toutes les municipalités québécoises |                        |         |          |

## Démographie
| 1996 | 2001 | 2006  | 2011 | 2016 | 2021 |
| ---- | ---- | ----- | ---- | ---- | ---- |
| 889  | 899  | 1 014 | 920  | 907  | 840  |

## Culture
Un journal municipal mensuel nommé "Pierr'Eau" rend compte du vécu des citoyens de la municipalité au fil des saisons et des années.

## Activités

### Tourisme
Un circuit vélo permet de découvrir les maisons patrimoniales, les bâtiments historiques ainsi que la richesse d’une église érigée en 1785, dévoilant une collection d’objets liturgiques de grande valeur. Le cimetière de Saint-Pierre de la rivière du sud est l'un des plus beaux au Québec et mérite le détour. 

### Pétanques
Les amateurs de pétanque sont également choyés car ils ont un local d'accueil et un grand local chauffé pour pratiquer leur loisir en tout confort.

### Club d'astronomie
Un club d'astronomie amateur s'est installé à St-Pierre en 2006 et contribue à la mise en valeur de l'une des richesses naturelles de la municipalité: la beauté de son ciel étoilé. En 2011, le club d'astronomie, aidé de la municipalité, de la caisse populaire, de la compagnie Maison Laprise et de la MRC de Montmagny via le pacte rural régional a inauguré un "Portail Étoilé de la MRC de Montmagny" (PÉMM) à 7 km au sud du village en pleine forêt. Ce site se veut la référence en astronomie amateur pour toute la MRC de Montmagny. Un chalet d'accueil et deux observatoires attendent les visiteurs pour une soirée sous les étoiles animée par des astronomes amateurs. Le télescope principal du "dream team" du club avec un miroir de 500 mm de diamètre en fait le deuxième plus grand accessible au public québécois après celui de l'Astrolab du Mont Mégantic. Le but du "dream team" de télescopes est de permettre à toute personne désireuse de se lancer dans ce loisir d'"Essayer avant d'acheter". Un excellent télescope solaire complète l'offre d'observation. Les visiteurs n'ont qu'à prendre rendez-vous avec le club d'astronomie le ciel étoilé de St-Pierre tout au long de l'année. Un Village des étoiles prend également forme d'année en année (installation d'observatoires privés) pour offrir une visite unique au Québec "De la terre jusqu'au ciel".

## Personnalités

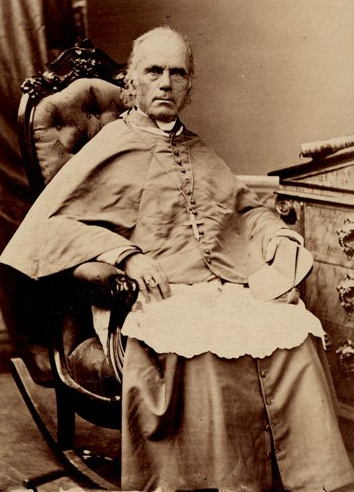
Mgr Augustin-Magloire Blanchet

- Augustin-Magloire Blanchet, évêque de l'Église catholique
- Maurice Proulx, prêtre, agronome et cinéaste québécois